# Liste des résolutions du Conseil de sécurité des Nations unies sur le Portugal
Pour un article plus général, voir Liste des résolutions du Conseil de sécurité des Nations unies par pays.
Cet article dresse une liste des résolutions du Conseil de sécurité des Nations unies concernant le Portugal.

## Portugal
En forme longue la République portugaise, en portugais : República Portuguesa
- Résolution 109 : admission de l'Albanie, de la Jordanie, de l'Irlande, du Portugal, de la Hongrie, de l'Italie, de l'Autriche, de la Roumanie, de la Bulgarie, de la Finlande, de Ceylan, du Népal, de la Libye, du Cambodge, du Laos et de l'Espagne aux Nations unies (adoptée le 14 décembre 1955).
- Résolution 178 : plainte du Sénégal relatives à des incursions de l'armée portugaise sur son territoire (adoptée le 24 avril 1963 lors de la 1033e séance).
- Résolution 180 : question relative aux territoires administrés par le Portugal (adoptée le 31 juillet 1963).
- Résolution 183 : question relative aux territoires administrés par le Portugal (adoptée le 11 décembre 1963).
- Résolution 204 : plainte du Sénégal (adoptée le 19 mai 1965).
- Résolution 218 : question relative aux territoires administrés par le Portugal (adoptée le 23 novembre 1965).
- Résolution 273 : plainte du Sénégal (adoptée le 9 décembre 1969).
- Résolution 275 : plainte de la Guinée (adoptée le 22 décembre 1969).
- Résolution 289 : plainte de la Guinée (adoptée le 23 novembre 1970).
- Résolution 290 : plainte de la Guinée (adoptée le 8 décembre 1970).
- Résolution 294 : plainte du Sénégal (adoptée le 15 juin 1971).
- Résolution 295 : plainte de la Guinée (adoptée le 3 août 1971).
- Résolution 302 : plainte du Sénégal (adoptée le 24 novembre 1971).
- Résolution 321 : plainte du Sénégal (adoptée le 23 octobre 1972).
- Résolution 322 : question concernant la situation des territoires sous administration portugaise (22 novembre 1972).